# Итальянский поход Франсуа де Гиза
Итальянский поход 1557 года — последняя крупная военная операция французских войск в Италии в ходе Восьмой Итальянской войны.

## Конфликт папы с Габсбургами
15 февраля 1556 между Францией и Империей было подписано пятилетнее перемирие. Папа Павел IV был недоволен прекращением военных действий, направил в Париж своего племянника Карло Карафу с новыми предложениями о союзе против императора Карла V и его сына Филиппа II, и начал лихорадочную подготовку к войне.
Папские провокации вызвали немедленную реакцию испанцев. Вице-король Неаполя герцог Альба 1 сентября 1556 перешёл границу с 12 000 пехоты и 1500 кавалеристами и вторгся в Римскую Кампанию. Без боя взяв Понтекорво, он овладел замками прежнего герцогства Колонна и осадил Ананьи.
7 сентября Карло Карафа вернулся в Рим в сопровождении французских офицеров, среди которых были Луи де Лансак, Полен де Лагард и Пьеро Строцци. В виду испанской угрозы французские капитаны, часть из которых должна была направиться в Тоскану, остались в Риме, приняв командование гарнизоном и распределив секторы обороны..
Лансак командовал укреплениями от ворот дель Пополо до ворот Пинчана, Паоло Джордано Орсини оттуда до ворот Сан-Аньезе, Пьеро Строцци оттуда до ворот Сан-Джованни, сам Карафа оттуда до ворот Сан-Себастьяно, Блез де Монлюк оттуда до ворот Сан-Паоло, Аурелио Фрегозо в Трастевере и Камилло Орсини в Борго-Сан-Пьетро. Тем временем Альба, обратив в руины взятый его войсками Ананьи, продвинулся к Альбанским горам, где и занял позицию, намереваясь перерезать сообщение Рима с Остией.
Следуя политической линии коннетабля Монморанси, французские представители пытались всеми средствами добиться мира между папой и императором, без смущения обратившись за поддержкой к Фарнезе, не так давно предавшим Генриха II, к дяде герцога Альбы кардиналу Сантьяго, главе испанской партии в Риме, и даже к престарелому дуайену коллегии кардиналу дю Белле. Карафа, напротив, в преддверии войны развернул бурную дипломатическую деятельность, направив своих эмиссаров в Парму, Флоренцию, Урбино и пытался привлечь на свою сторону венецианцев, но инертная позиция французского двора парализовала все его усилия. 14 сентября Карло Карафа послал французскому королю депешу, охарактеризовав положение Рима как безнадёжное. Генрих II созвал королевский совет, заседание которого было полно «споров и крика». Кардинал Лотарингский обвинил Монморанси в сокрытии правды от государя. К началу октября Генрих окончательно склонился на сторону партии войны. 5 октября королевский секретарь известил папу, что к 20 ноября в Италии будут 500 копий и 10 000 швейцарцев, и советовал до их прибытия покинуть столицу и укрыться в Орвьето или Перудже. Французский посол в Риме д'Авансон был заменён опытным Оде де Сельвом. Карафа, памятуя о переменчивости французской политики, решил подстраховаться, вступив в тайные сношения с испанцами.
Герцог Альба постепенно продвигался к Риму, каждый день захватывая новые крепости в Кампании. После оккупации Гроттаферраты римские власти вступили с ним в переговоры. 26 сентября в Гроттаферате собрались вице-король, кардинал Сантьяго и Карло Карафа, но Павел IV дезавуировал действия своего племянника и дальнейшие переговоры велись в тайне от понтифика.
24 или 28 ноября состоялась торжественная встреча кардинала-племянника с герцогом Альбой на Изола-Сакра близ Остии. Карафу сопровождали Пьеро Строцци, Франсуа де Монморанси, приехавший в Рим по своим брачным делам, и другие капитаны. Десятидневное перемирие, о котором договорились 19 ноября, было продлено на сорок дней. Французские представители считали действия Карафы предательством, но Люсьен Ромье указывает, что по свидетельствам современников, угроза повторения событий 1527 года была в тот момент велика как никогда.

## Подготовка экспедиции
14 ноября 1556 Франсуа де Гиз был назначен «генеральным наместником короля в Италии» и через несколько дней выехал из Парижа к войскам. Формально целью экспедиции была помощь понтифику, не упомянутому в Восельском перемирии, и владения которого были атакованы испанцами, на самом же деле Гиз намеревался завоевать Неаполитанское королевство для одного из сыновей французского короля, а фактически для себя самого, рассчитывая стать вице-королём (его брат-кардинал с 1555 года вёл интенсивные переговоры с итальянскими державами на этот предмет). В период подготовки к операциям в Южной Италии, зимой 1556—1557 годов, ему предстояло выполнить несколько секретных королевских поручений.
5 декабря 1556 герцог де Гиз прибыл в Лион, где провёл две недели, занимаясь мобилизацией. Сообщения о действиях Карафы и намёки со стороны Брюссельского двора о готовности к мирным переговорам вызывали сомнения в целесообразности экспедиции, но к началу декабря Екатерина Медичи, Диана де Пуатье, маршал Сент-Андре и кардинал Лотарингский преодолели оппозицию со стороны коннетабля, а король 10 декабря потребовал у города Парижа 200 000 экю, «чтобы помочь папе».
Выехав из Лиона 20 декабря в компании губернатора Пьемонта маршала Бриссака, герцог встретил Рождество в Ланлебуре у подножия Мон-Сени, 27-го ночевал в Сузе и на следующий день прибыл в Турин. Там он оставался две недели, ежедневно собирая военный совет из Бриссака, Немура, Омаля, Альфонсо д'Эсте, Поля де Терма и князя Салернского.
Маршрут экспедиции был определён ещё летом 1556 года во время консультаций Карафы с Генрихом II. Из трёх возможных путей на Рим (морем, через Граубюнден или долиной По и Эмилиевой дорогой) был избран последний. Отказ от морского пути объяснялся тем, что основной целью был не Рим, а Неаполь, менее доступный со стороны моря. Сухопутная дорога за Кивассо была перекрыта испанскими войсками, и свободный проход был только до пармской границы. После соглашения Оттавио Фарнезе с Карлом V французы больше не могли проходить через герцогство Пармское, и ранее Генрих II под этим предлогом отказывал папе в посылке войск. На этот раз король решил воспользоваться ситуацией и приказал Гизу вторгнуться на пармскую территорию и изгнать Фарнезе в наказание за предательство.
Общий план кампании состоял в концентрации войск и снаряжения под Турином, открытия прохода долиной По с помощью Бриссака и пьемонтских рот, быстрый марш на Парму, её завоевание и низложение Оттавио Фарнезе, соединение с силами антигабсбургской лиги на Эмилиевой дороге и вторжение в Неаполитанское королевство через Марке и Абруцци. Замысел был «столь же опасным, сколь и наглым», и имел шансы на успех только при условиях слаженности действий, быстроты и секретности, но организаторы экспедиции пренебрегли этими соображениями.
О первой части плана, захвате Пармы, сообщили только герцогу Феррарскому, которого пригласили к участию в нападении. Папу, вероятно, побоялись информировать, по причине его тесных связей с Фарнезе. Эрколе д'Эсте охотно принял предложение, так как по условиям союзного договора ему была обещана часть Миланского герцогства — Кремонская область с доходом в 50 000 скуди. При этом Эрколе желал обезопасить себя со стороны Габсбургов и не собирался участвовать в походе на Неаполь, оставляя своё государство под ударом со стороны испанских войск с территории Милана.
Герцог де Гиз был уверен в лояльности своего тестя, а Генрих II, желая укрепить его верность, удовлетворил финансовые требования Эрколе и назначил его формальным главнокомандующим лиги. Франсуа предупредил тестя о том, что войска и снаряжение должны быть готовы к 20 января 1557. 1 января в Феррару по граубюнденской дороге был послан с инструкциями барон де Фуркево, обнаруживший во владениях Эсте невероятный беспорядок и совершенную неготовность к войне.
Французы пытались стимулировать рвение семейства Карафа, а Павел IV со своей стороны делал Оде де Сельву заманчивые предложения короны Империи французскому королю, одному его сыну корону Неаполя, другому корону Ломбардии, или Инсубрии, а ещё одного предлагал сделать кардиналом, «но не чтобы оставаться в положении кардинала, но чтобы однажды стать папой». Карло Карафа твёрже стоял на земле, и был готов поддержать неаполитанскую экспедицию только будучи уверенным, что Гиз располагает достаточными силами для успеха. Поскольку такой уверенности у него не было, французы не обнаружили на Эмилиевой дороге ни союзных войск, ни снаряжения. К тому же, увлечённый интригами и переговорами, Карло был плохим организатором и вместо того, чтобы готовить войска, в последних числах 1556 года уехал в Венецию, где несколько недель лихорадочно искал поддержки, в результате лишь вызвав ещё большее недоверие к своей персоне. Узнав о выступлении французов, он отправился в Болонью, но не для оказания военной помощи, а чтобы, дождавшись Гиза, ещё раз обсудить цели экспедиции.
В самом Риме попытка французского короля прояснить вопросы с расходованием средств вызвала противодействие курии, и по требованию Карафы один из наиболее деятельных офицеров, Лансак, был отозван. Ему на смену 20 января 1557 прислали Шарля де Марийяка, архиепископа Вьеннского, хорошего дипломата, но мало разбиравшегося в итальянских делах.

## Поход
9 января 1557 Гиз и Бриссак выступили из Турина. Полевая армия Гиза, составленная из элитных частей, насчитывала 11 000 пехоты, в том числе 22 швейцарских отряда (6000 человек) и 21 французский отряд (5000 человек). Кавалерии было 18 сотен, из которых не более четырёх сотен тяжеловооружённых всадников. Незначительная артиллерия спускалась по реке. Части Гиза были, в основном, легко вооружены, и рассматривались как ядро армии вторжения, которому союзники должны были предоставить подкрепления и снаряжение.
Герцог Омальский в качестве полковника кавалерии командовал авангардом, маркиз д'Эльбёф швейцарцами и граубюнденцами, а герцог де Немур французами. Среди основных капитанов были Франсуа Клевский, видам Шартрский, юный Клод де Лашатр и его брат Гаспар, граф де Нансе; кроме того в армии было три кампмаршала: Гаспар де Со-Таванн (пехотный), Филибер де Сипьер (кавалерийский) и Бонифас де Ла-Моль .
В первые два дня был проведён род полевого смотра. Гербовый король и три трубача несли на своих камзолах ключи и герб римского папы, окружённый девизом Henricus Dei gratia Francorum rex, sanctæ romanæ Ecclesiæ protector, и те же инсигнии были на значке Гиза. «Мы воины, — писал один дворянин, — под знаменем и гербом нашей матери Святой Церкви».
13 января французы безуспешно пытались взять Понтестуру, затем двинулись в Монферрат. 17-го Гиз и Бриссак осадили Валенцу, и уже 20-го овладели этой крепостью, что произвело сильное впечатление в Италии. 25 января Гиз выступил из Валенцы, у Бассиньяно отделился от Бриссака и продолжил движение по долине По, 31-го подойдя к границе Пьяченцы. На следующий день войска перешли границу владений Фарнезе и остановились на двухдневный отдых у Кастель-Сан-Джованни. Переход от Валенцы дался французам тяжело, поскольку таяние снегов вызвало половодье, разрушившее дороги.
Гиз не воспользовался случаем захватить Миланское герцогство, которое испанское правительство, не ожидавшее активных военных действий в Италии, оставило без защиты. В самом Милане не прекращались антииспанские заговоры, и очередной комплот Лудовико де Бираго был раскрыт, когда французская армия начала наступление долиной По. Сам герцог де Гиз позднее сожалел, что у него не было пары месяцев для оказания помощи маршалу Бриссаку в Ломбардии.
3 февраля войска снова выступили в путь, 5-го прошли под стенами Пьяченцы и 7-го достигли Фьоренцуолы, где стояли четыре дня. 10-го лагерь был снят, на следующий день армия перешла через Таро, в нескольких лье от места битвы при Форново, провела ночь в виду Пармы и 12-го встала на берегах Энцы, где была намечена встреча с герцогом Феррарским и кардиналом Карафой. 14-го на мосту через реку был проведён большой военный смотр.

## Совещания в Реджо и Ферраре
Три дня армия стояла на пармско-феррарской границе, а в Реджо 13—15 февраля состоялся первый и наиболее важный военный совет Гиза с союзниками. Герцог Феррарский предлагал атаковать Кремону, но её область соседствовала с венецианскими владениями и наступление в этом районе могло вызвать беспокойство у республики. Для нападения на герцогство Пармское требовались артиллерия и боеприпасы, которых Эрколе д'Эсте не предоставил, в то время как Оттавио Фарнезе времени не терял, хорошо укрепил свои города и просил помощи у Тосканы. Карафа предлагал идти на Рим и Неаполь, а Франсуа де Гиз выдвинул проект наступления против Тосканы, в чём нашёл поддержку у сиенских изгнанников и французских представителей в Монтальчино.
Помимо желания отомстить Козимо Медичи, захватившему Сиену, у французского командующего было еше несколько соображений. Оставлять Тоскану в тылу во время похода на Неаполь было небезопасно, и такова, в частности, была позиция специалиста по Италии кардинала де Турнона. Наступать в горах Марке и Абруцци до прихода весны всё равно не представлялось возможным, и турецкий флот до окончания зимы не мог оказать французам никакой помощи.
Герцог Флорентийский предполагал подобное развитие событий и ещё в декабре 1556 принял контрмеры, сумев втереться в доверие к Павлу IV, а Генриха II соблазнив предложением брака между своим наследником и французской принцессой. Помимо этого Козимо постарался обеспечить свою безопасность и мерами военного характера. В результате тосканских интриг посол Марийяк, заехавший в Реджо по пути в Рим, сообщил Гизу о перемене во французской политике в отношении Медичи. Посол прибыл в папскую столицу 23 февраля и оставался в Италии, пока Козимо, убедившийся в том, что опасность миновала, не прекратил комедию переговоров с французами.
По окончании конференции Гиз направил Лансака в Париж с донесением, и по поводу оккупации Пармы сообщал королю, что «не нашёл никакого способа исполнить предприятие, командование которым мне поручили».
Герцог Феррарский не только нарушил свои обещания предоставить военную помощь, но и весьма дурно принимал на своей территории французские войска, заявив, что его подданные бедны и не смогут снабдить союзников провизией, а потому его зятю следует как можно скорее миновать земли герцогства. 15 февраля части герцога де Гиза вступили на территорию Реджо, на следующий день, перейдя Секкью, подступили к Модене, и 18-го стали лагерем у Кастельфранко, затем перейдя на земли легатства Романьи, где Карафа организовал их снабжение.
Утром 16 февраля кардинал-племянник и Роберто Строцци уехали в Болонью, на следующий день Эрколе д'Эсте с сыном и французскими командирами отправился в Феррару, а Гиз посетил Мирандолу, где встретился с Лудовико Пио и 18-го также прибыл в Феррару, где переговорил с герцогиней Рене о браке Лукреции д'Эсте и Жака Савойско-Немурского. Принцесса Лукреция быстро согласилась, но алчный Эрколе не желал иметь зятем человека, вся собственность которого состояла из приятной внешности, и оказал Жаку крайне холодный приём. 22-го Франсуа де Гиз в ярости покинул Феррару, разорвав отношения с тестем и запретив Альфонсо д'Эсте следовать за собой.
Видя крушение своих планов, Гиз оставил армию в Романье под командованием герцога Омальского и 24 февраля выехал с Карафой из Болоньи в Рим. Утром 27-го их приветствовал в Пезаро герцог Урбинский, затем они направились по Умбрийской дороге; по пути Франсуа де Гиз встретился в Фоссомброне с кардиналом де Турноном, чтобы обсудить неаполитанский поход.

## Положение в Риме
Перемирие в Папской области истекло 8 января и герцог Альба ожидал его пролонгации, но Павел IV ответил отказом, возобновив военные действия у самых ворот Рима. 12 января Симон Ренар сообщал Филиппу II, что понтифик решил бросить всё своё «папство» и доходы Церкви на продолжение войны. Операции папских войск под командованием Пьеро Строцци развивались успешно и испанцам пришлось оставить несколько крепостей, занятых прошедшей осенью. 20 января во время осады Остии Строцци, устанавливавший на античных развалинах кулеврину, был ранен выстрелом из аркебузы.
Как кажется, Альба намеренно отказался от активных действий, отчасти памятуя о репутационном ущербе, который нанёс Испании погром 1527 года. Он стягивал войска в Кампанию, чтобы направить их к южной границе Абруцци для отражения французов. Кроме того, вице-король ждал инструкций от своего суверена. Филипп II, казна которого испытывала нехватку средств, соблюдал условия Восельского перемирия, более выгодного для противника, но сговор Карафы с французами и экспедиция Гиза вызвали у него столь сильный гнев, что, по утверждению папского нунция Фантоцци в письме к кардиналу Карафе, испанский король воскликнул: поскольку французы нарушили перемирие, он «пожертвует всем своим добром и даже собственной кровью, чтобы им отомстить».
19 февраля 1557 в Италии было официально объявлено о разрыве перемирия, но Филипп не верил в эффективность борьбы на этом театре военных действий и готовил французам сокрушительный удар на севере. Соответственно, Альба также занял выжидательную позицию.

## Переговоры в Риме
2 марта 1557 герцог де Гиз и кардинал Карафа торжественно вступили в Рим, приветствуемые послом Оде де Сельвом, герцогом Пальяно, Пьеро Строцци и толпой дворян и служителей папской курии. Французскому генералу отвели помещение в апартаментах (stanza) Карафы в Ватикане. Павел IV с энтузиазмом приветствовал прибывших. Положение в окрестностях Рима было неплохим, после взятия войсками Строцци Виковаро боевые действия приостановились из-за плохой погоды и в ожидании прибытия французов.
Целью визита Гиза было получение военных, финансовых и политических гарантий для предстоявшей экспедиции, и при решении этих вопросов Карафа, лишившийся своих опытных советников из числа изгнанников и в результате запутавшийся в собственных интригах, стал значительной помехой.
Представив понтифику риск, которому подвергается его маленькая армия на нейтральной территории, Гиз добивался временного предоставления оперативных баз на Адриатике и Тирренском море — портов Анконы и Чивитавеккьи. Через Анкону предполагалось доставка подкреплений из Граубюндена и Венеции, а также артиллерии из той же Венеции и Феррары, а Чивитавеккья должна была стать местом сбора кораблей из Марселя, Тулона и с Корсики; опираясь на эту базу, французы могли бы препятствовать Испании подать помощь Неаполитанскому королевству. Франция требовала эти порты с самого начала переговоров о союзе, и Павел IV прямо против этого не возражал, но кардинал Карафа, оказавшись в Риме, категорически отказался идти навстречу французам.
Предложение Гиза, опасавшегося удара в спину, начать кампанию с разгрома герцога Флорентийского было папой отвергнуто, но француз, не обманывавшийся относительно добрых намерений Козимо, потребовал усилить армию, дабы не опасаться внезапного нападения. На деле Карафа послали в Марке и Романью всего несколько отрядов гасконцев и итальянцев. Расходы на экспедицию договорились поделить, причём Рим использовал для этого субсидии, ранее обещанные герцогу Феррарскому.
15 марта при назначении кардиналов Гиз и французская политика потерпели тяжёлое поражение. Французы представили папе длинный список своих кандидатов, а также требовали удалить или низложить испанских кардиналов, что поставило бы выборы следующего понтифика под контроль французской короны, но Павел IV возвёл в кардиналы только двоих французов, остальные места отдал нейтральным кандидатам, а низложить испанцев не решился. Поскольку Павлу было восемьдесят лет, обеспечение преемственности в политике Рима становилось принципиальным условием для утверждения французской власти в Неаполе и нежелание папы удовлетворить притязания Генриха II ставило под вопрос судьбу экспедиции.
Только 24 марта собрался военный совет в составе Гиза, Карафы, Пальяно, маршала Строцци, Оде де Сельва и Шарля де Марийяка. Было решено, что Строцци поведёт в Романью часть войск, находившихся в Римской Кампании, восемь знамён французской пехоты, три тысячи итальянцев, роту из ста тяжеловооружённых всадников Альфонсо д'Эсте и три сотни шеволежеров. Эти силы, эшелонированные на границах Романьи, феррарских владений и Тосканы, должны были создать завесу, под прикрытием которой армия Гиза, усиленная частями графа Монторио, выступила бы на юг, в то время как Блез де Монлюк во главе трёх тысяч пехотинцев и трёхсот всадников наблюдал бы за Козимо Медичи со стороны Монтальчино. Кроме того, было анонсировано прибытие новых французских подкреплений.
4 апреля герцог де Гиз выехал из Рима к войскам, а Павел IV на консистории 9 апреля торжественно отозвал всех нунциев и легатов, находившихся при Филиппе II и Карле V, и предал обоих монархов анафеме.

## Состояние войск
Войска под командованием герцога Омальского недолго пробыли в Болонье, жители которой, подстрекаемые флорентийскими агентами, плохо к ним относились. После отъезда Гиза части были выдвинуты к границам Романьи и герцогства Урбинского, где ожидали приказов из Рима. 2 марта авангард вступил в Форли, а в последующие дни Омаль занимался кантонированием войск. Французская пехота разместилась в городе и предместьях Римини, швейцарцы в четырёх милях оттуда в местности Санта-Джустина, жандармы в Равенне, Чезене и Форли, шеволежеры были рассеяны по Риминийской равнине. Артиллерия, взятая в Мирандоле, была погружена в Примаро, на юге лагуны Комаккьо, для транспортирования морем в Римини. На этих позициях войска оставались две недели, под проливными дождями, испытывая недостаток продовольствия и фуража и не получая никаких сведений из Рима. Несколько поднять дух дворян удалось только благодаря кардиналу де Турнону, проживавшему в то время в Урбино.
23 марта поступил приказ продвинуться к Анконской марке и на следующий день армия вступила на урбинскую территорию, которую прошла в образцовом порядке, после чего расположилась в районе Джези, Озимо, Лорето и Фермо, где ожидала окончания дождей. В субботу 10 апреля Гиз прибыл к войскам в Лорето и на следующий день отпраздновал Пасху.
Герцог де Гиз намеревался атаковать Неаполитанское королевство вдоль восточного склона Апеннин. Не желая ввязываться в череду осад и перестрелок, он рассчитывал заманить туда Альбу и навязать ему большое сражение, «успех в котором был ему обеспечен», затем собирался пересечь форсированным маршем Абруцци и овладеть Кампанией при помощи обходного манёвра и содействии французского и турецкого флотов, задачей которых было атаковать тирренское побережье, а также римских войск, которые бы наступали по Латинской дороге.
Успех подобного предприятия зависел не только от морального и материального состояния войск, но и от обеспечения безопасности, поэтому сразу же по прибытии Гиз отрядил в Болонью Пьеро Строцци с четырьмя сотнями жандармов и тремя тысячами гасконцев. В город их не пустили, и Строцци повернул на юг, чтобы наблюдать Умбрийскую дорогу.
Узнав о высадке французских подкреплений в Чивитавеккье, герцог приготовился к наступлению, но оказалось, что войска не получали жалования ни в марте, ни в апреле, и у армейской казны образовался долг в сто тысяч экю. Жадность герцога Феррарского оказалась невероятной, и средства, которые поступали из Франции через него, как формального главнокомандующего антииспанской лиги, присваивались Эрколе под предлогом возмещения долгов короны семейству Эсте. Герцог де Гиз поначалу не мог поверить в подобную наглость, но посланный в Феррару эмиссар доложил, что Эрколе не собирается возвращать деньги.

## Неудача Неаполитанской экспедиции
Тем не менее Гиз, получавший сведения о том, что к Альбе морем непрерывно прибывали подкрепления, решился наступать и принудить противника к сражению, пока испанцы не получили подавляющего численного превосходства. Французская армия выступила в поход и после нескольких удачных стычек 20 апреля стала лагерем перед Чивителлой. Там герцог был вынужден остановиться, поскольку наёмники отказались идти в ущелья Абруцци, пока им не выплатят жалование. Гизу пришлось осадить Чивителлу, незначительную горную крепость, на которую в ином случае не стоило бы тратить время. Герцог Феррарский продолжал упираться и королевским агентам с большим трудом удалось просьбами и угрозами при содействии кардинала де Турнона заставить его выдать сто пятьдесят тысяч экю, но деньги эти поступили в войска только через месяц, когда благоприятная возможность для удара по испанцам уже была упущена, а части поредели от дезертирства.
Кампмаршал Гаспар де Таванн и видам Шартрский разбили отряд из трёхсот всадников и пятисот пехотинцев, который Гарсия де Толедо пытался ввести в город, а
15 мая Гизу сообщили, что испанцы движутся ему навстречу. Альба прошёл на восточный склон и расположился в Джулианове, намереваясь отрезать французам пути снабжения. Герцог де Гиз спешно приказал отозвать войска, посланные в Романью, снял осаду Чивителлы и продвинулся к Коррополи, в нескольких милях от испанской позиции. Свою артиллерию он оставил в Асколи-Пичено, что было опасным решением, учитывая численное превосходство неприятеля, но даже оно не побудило Альбу к активным действиям.
По словам Гиза, испанцы имели восемнадцать тысяч пехоты против его десяти и три тысячи кавалерии против восемнадцати сотен, но Альба не захотел принимать бой. 27 мая Гиз отменил приказ войскам, спешившим ему на помощь из Романьи. «Он устал и был обескуражен». Вскоре во французский лагерь прибыл королевский посланец Ла-Шапель дез Юрсен с приказом о прекращении Неаполитанского похода и отводе войск на север для действий в Тоскане или Ломбардии. Перед этим Гиз должен был обеспечить безопасность папских владений.
Он начал отступление, двигаясь малыми переходами к Анконе. 3 июня из лагеря у Сан-Бенедетто-дель-Тронто герцог направил в Рим Строцци с посланием папе и его племяннику, содержавшим множество тяжких упрёков в невыполнении принятых ими на себя обязательств. 10-го Строцци привёз ответ, в котором Павел IV оправдывался тем, что окружён изменниками и пытался переложить вину за неудачи на французских представителей. Было решено отправить Строцци в Париж с докладом и за разъяснением, куда именно должна двигаться армия: в Тоскану или Ломбардию? 17 июня Пьеро погрузился на борт в Чивитавеккье, везя с собой в качестве заложников двоих папских внучатых племянников: маркиза Кальви и Пьетро Карафу.
В тот же день в Анконе собрался военный совет в составе герцога де Гиза, кардинала де Турнона, герцога Пальяно и Ла-Шапеля дез Юрсена для оценки мер, потребных для защиты папских земель. Гиз согласился лично возглавить оборону, но большую часть войск отослал в Феррару. С 4 по 21 июня все швейцарцы под командованием Сен-Люка были посажены на корабли в Анконе. Сам Гиз в июне-июле с французскими знамёнами и жандармерией расположился в районе Мачераты, Фермо и Анконы, где дожидался приказов короля. 25 июня он совершил вылазку за Тронто, чтобы заставить испанцев снять осаду Анкарано, но остальное время войска бездействовали.

## Комментарии
1. ↑  Сходные цифры у де Ту, Лемонье и Фернана Броделя: 12 000 пехоты, 800 всадников лёгкой и 400 тяжёлой кавалерии (Thou, p. 80, Lemonnier, p. 184, Бродель, с. 60). У аббата Маршана 7000 французской пехоты, 5000 швейцарцев и граубюнденцев, 13 сотен лёгкой кавалерии и 400 жандармов, «не считая добровольцев, явившихся в большом количестве, чтобы служить у такого блестящего предводителя» (Marchand, pp. 335—336)
2. ↑  Снабжение на союзной феррарской территории было хуже, чем на недружественной пармской. Французские придворные с горечью иронизировали над требованием Эрколе к герцогу де Гизу выдать поросёнка, который пропал, когда войска проходили через Сассуоло (Romier, p. 147)
3. ↑  Один был Лоренцо Строцци, брат Пьеро, другой бывший хранитель печати Бертран, отказавшийся от епископства Комменж в пользу кардинала Карафы
4. ↑  Неаполитанское королевство было папским леном и избрание на место Павла происпанского кандидата лишало бы французские претензии легитимности